# Ружичево
Ружичево (укр. Ружичеве) — село в Александровской поселковой общине Кропивницкого района Кировоградской области Украины.
До 2020 года входило в Александровский район
Население по переписи 2001 года составляло 42 человека. Почтовый индекс — 27320. Телефонный код — 5242. Код КОАТУУ — 3520588502.
В 1850 году в семье владельца села родился А.Т. Тимановский (ум. 1908), известный юрист, писатель, журналист, действительный статский советник, редактор-издатель «Варшавского дневника».